# Kim Chan
Kim Chan (ur. 1997) – północnokoreański zapaśnik walczący w stylu klasycznym. Brązowy medalista mistrzostw Azji w 2024 i 2025 roku.